# Шиловский, Константин Степанович
Константин Степанович Шиловский (1849—1893) — русский актёр, драматург, критик, скульптор, композитор и поэт-дилетант. Автор либретто оперы «Евгений Онегин» (совместно с П. И. Чайковским). Снискавший у современников славу крайне талантливого и такого же масштаба беспутного человека, был автором и исполнителем цыганских романсов. Как и его младший брат, дружил с П.И. Чайковским и стал соавтором либретто оперы «Евгений Онегин».

## Биография
Родился в семье помещика Степана Степановича Шиловского (1822—1865 или 1870) и Марии Васильевны Вердеревской (1825—1879), известной певицы, дочери поэта и переводчика В. Е. Вердеревского.
Младший брат Константина Шиловский, Владимир Степанович.
Брат Константина, Шиловский, Владимир Степанович — русский композитор-любитель, поэт, либреттист. Известен, главным образом, как ученик и приятель Петра Ильича Чайковского.
Шиловские принадлежали к числу дворян Тамбовской губернии. Или, по крайней мере, владели на Тамбовщине имениями и крепостными крестьянами. Кроме того, сам отец Константина владел прекрасно обустроенным имением Глебово-Избище в Подмосковье, которое впоследствии перешло по наследству к его детям.
Получил имение отца Степана Степановича по наследству от своего покойного брата отца, коллежского секретаря Ивана Степановича в 1855 году. Находилось имение в деревне Усово (Тамбовская область) на территории современного Бондарского района. Населённый пункт упоминается в документах 10 ревизии (1858 г.). Отцу С.С. Шиловскому принадлежали 200 душ мужского пола и 195 – женского. В деревне было 46 домов. А знаменитым имение стало потому, что туда в течение 6 лет подряд (1871-1876 гг.), обычно в июле-августе, приезжал отдохнуть и поработать большой друг всех без исключения членов семьи Шиловских, композитор Чайковский, Пётр Ильич. Именно в Усово им были или начаты, или вчерне написаны произведения, получившие впоследствии всемирное признание: Симфония № 2, симфоническая поэма «Буря» и другие.
Помимо прочего, С.С. Шиловскому достались по наследству, и также от покойного брата Ивана Шиловского, крестьяне соседнего сельца Волховщино (190 д. м. п. и 168 д. ж. п. в 59 домах) и сельцо Ивановка Кирсановского уезда (также современный Бондарский р-н) с 8 домами, в которых проживали 73 д. м. п. и 75 д. ж п. В общей сложности он получил в наследство от брата 901 крепостного (463 д. м. п. и 438 д. ж. п.). Несомненно, что денежные средства, получаемые от эксплуатации крепостных крестьян, тратились и на обустройство имения в Глебово-Избище.
Вместе с братом Владимиром (1852—1893) выросшие в творческой семье, с детства интересовались музыкой, но не стремились стать серьёзными музыкантами. В возрасте пятнадцати лет Владимир начал обучение в Московской консерватории. В это время состоялось его знакомство с П. И. Чайковский, который стал преподавать Владимиру Шиловскому теорию музыки.
В течение 1870—1880-х годов Чайковский часто гостил как в семейном поместье Усово, недалеко от Тамбова, доставшемся брату Константана Владимиру от отца, так и у Константина в имении Глебово-Избище. Переписка Шиловского с композитором, включающая 7 его писем и 14 писем Петра Ильича, сохранилась и была опубликована. Чайковский доверил Владимиру сочинить оркестровое выступление ко 2-му действию оперы «Опричник», целиком вошедшее в оперу. Владимиру Степановичу были посвящены 3-я симфония ре мажор и две пьесы для фортепиано: «Ноктюрн» и «Юмореска» (ор. 10).
По оценке мемуаристки Т. А. Аксаковой-Сиверс, «человек очень талантливый и столь же беспутный». Занимался разными видами искусства: был автором и исполнителем романсов (его романс «Тигрёнок» играет важную роль в чеховской «Чайке», а сам Шиловский, по мнению исследователей, является одним из прототипов Треплева и Дорна), скульптором, литератором и критиком.
С 1886 года — профессиональный актёр (под псевдонимом Лошивский), служил в Театре Корша и в 1888—1893 годах — в Малом театре. Печатал статьи о теоретических основах театрального искусства в журнале «Артист» («Театральная костюмировка», «Курс театрального грима»), на страницах журналах вёл по этим вопросам полемику с А. П. Ленским.
Был женат на св. княжне Марии Константиновне Имеретинской, в браке трое детей — Татьяна (домашнее прозвище — Тюля), Александр и Владимир. Татьяна Константиновна (в браке Толстая) стала известной певицей.
Умер 22 мая в 1893 году — в один год со своим младшим братом Шиловским, Владимиром Степановичем (умер 6 июля).

## Семья
Дочь — Татьяна Константиновна Толстая (1876 — 1921). Автор и исполнительница романсов. С детства была дружна с московскими хоровыми цыганами.
По первому мужу Котляревская. В 1906 году, после развода с первым мужем — Петром Михайловичем Котляревский, вышла замуж за графа Н.Толстого. В 1921 году, 25 сентября была расстреляна на площади села Сукмановка (Тамбовская область) из-за найденного оружия Браунинг (пистолет), который когда-то муж Николай привез ей из-за границы. По указу от 1921 о сдаче оружия, солдаты обыскали дом Татьяны и нашли в столе пистолет, но сразу убивать ее не стали, сначала попросили ее попеть. Она пела всю ночь. 
Утром ехавшая к ней подруга встретила телегу, нагруженную трупами заложников. Татьяну Толстую она узнала по руке, которая свешивалась с телеги.
Сын — Александр, получивший военное образование, унаследовал вместе с Татьяной музыкальные способности.

Сын — Владимир, был женат на княжне Елизавете Васильевне Оболенской. Умер при пожаре накануне нового 1907 года в имениях Толстых вместе с самим Николаем Алексеевичем Толстым.
По словам Т.А. Аксаковой: «Новый 1907 год Татьяна и Николай Толстые встречали у себя в Быкове. В гостях у них был брат Татьяны Константиновны Владимир Шиловский, [Степан Сергеевич] Перфильев, двоюродная сестра Толстого Алина Кодынец и его младший брат Никита. Засиделись поздно, хорошо выпили. Крепко уснули.
Утром прислуга, растапливая печки, неосторожно плеснула в огонь керосину. Вспыхнул пожар. Прежде всего загорелась лестница, ведущая во второй этаж. Когда хозяева и гости проснулись и поняли, в чем дело, путь вниз был отрезан. Пришлось прыгать через окна... Вдруг Толстой крикнул Владимиру Шиловскому: “Вовка! У меня под кроватью сундук с казенными деньгами! Надо спасать!”

Оба они бросились в горящий дом — и никогда не вернулись. Крыша обрушилась, похоронив под собою шесть человек (погибли Толстой, Шиловский, Перфильев, Алина Кодынец, лакей и горничная). Живыми остались Татьяна Константиновна и Никита Толстой, спавший в нижнем этаже».
Брат — Шиловский, Владимир Степанович (1852—1893). Русский композитор-любитель, поэт, либреттист. Известен, главным образом, как ученик и приятель Петра Ильича Чайковского. В апреле 1877 года Владимир Шиловский женился на графине Анне Алексеевне Васильевой (1841—1910), единственной дочери графа Алексея Владимировича Васильева (1808—1895). Анна Алексеевна занималась благотворительностью, состояла действительным членом Московского благотворительного общества 1837 года и попечительницей Яузской школы. Чтобы не угас графский род Васильевых, по высочайшему указу императора графский титул был дарован Шиловскому с правом именоваться графом Васильевым-Шиловским.
У Владимира Степановича и Анны Алексеевны родилась дочь Наталья (1878—1941), которая в 1896 году вышла замуж за полковника лейб-гвардии Гусарского полка Дмитрия Ивановича Баулина.
Мать — Мария Васильевна Вердеревская (1825—1879). Известная певица, дочь поэта и переводчика В. Е. Вердеревского.
Овдовев, Мария Васильевна вышла замуж за театрала Владимира Бегичева. Мария Васильевна — певица-любительница, была известна как одна из лучших салонных исполнительниц, долгое время пленявшая своим пением петербуржцев. Она брала уроки у А. С. Даргомыжского и итальянского педагога и певца Д. Давида-сына. Композиторы посвящали ей романсы: Даргомыжский «Я сказала, зачем», Мусоргский «Что вам слова любви» и Балакирев — «Исступление». Сама увлекалась сочинением музыки, Шиловской принадлежало авторство нескольких романсов на слова Тютчева, Боратынского, Лермонтова.